# Астраханска област
Астраханска област e субект в състава на Руската Федерация, част от Южния федерален окръг и Поволжкия икономически район. Площ 49 024 km2 (54-то място в Руската Федерация, 0,29% от нейната площ). Население на 1 януари 2017 г. 1 018 866 души (52-ро място в Руската Федерация, 069% от цялото ѝ население). Административен център град Астрахан. Разстояние от Москва до Астрахан 1534 km.
Областта е образувана на 27 декември 1943 г., след като е извадена от територията на Сталинградска област.

## Географска характеристика
Астраханска област са намира в югоизточната част на Европейска Русия. На югозапад и запад граничи с Република Калмикия, на север – с Волгоградска област, на североизток и изток – с Казахстан, а на юг се мие от водите на Каспийско море. В тези си граници заема площ от 49 024 km2 (54-то място в Руската Федерация, 0,29% от нейната територия).
Астраханска област е разположена в северната част на Прикаспийската низина, при вливането на река Волга в Каспийско море. Областта се намира в зоната на полупустините, като повърхнината ѝ е предимно равнинна, безлесна и като цяло лежи под морското равнище (височини от -2,7 m на север до -27,5 m на юг). За релефа ѝ са характерни ниски единични солени купуловидни възвишения в Прикаспийската низина (най-висока точка връх Болшой Богдо 150 m) и т.н. Беровски бугри (дълги и ниски пясъчни хълмове) в делтата на Волга.
Сред полезните изкопаеми с промишлено значение са находищата на нефт, газ, гипс, варовик, силикати, минерални оцветители, сол.
Климатът е рязко континентален, засушлив. Средна януарска температура от -9,7 °C на север до -6,9 °C на юг, средна юлска, съответно, 24,5 °C и 25,1 °C. Годишна сума на валежите от 244 mm на север до 175 mm на юг. Продължителността на вегетационния период (с температури над 5 °C) 201 денонощия.
На територията на областта протичат 935 реки с обща дължина 13 327 km, които принадлежат към водосборния басейн на река Волга и към безотточните райони на запад и изток от реката. Голяма част от речната мрежа представляват протоци и ръкави в делтата на Волга и обширната Волго-Ахтубинска заливна тераса. Подхранването на реките е предимно снежно, като дъждовното и подземното е незначително. За Волга е характерно високо пролетно-лятно пълноводие, когато нивото ѝ се повишава от 2 до 4 m. В Астраханска област има над 6,8 хил. езера с обща площ около 950 km2. Най-многочислени са крайречните езера (старици), разположени по течението и в делтата на Волга и т.н. култуци (солени) и илмени (сладководни) – езера, образували се след регресията на водите на Каспийско море. Най-голямото естествено езеро на територията на областта е соленото езеро Баскунчак в североизточната ѝ част.
Астраханска област попада в подзоната на северните полупустини със светлокафяви солени почви и в подзоната на южните полупустини с кафяви почви. Растителността е полупустинна, разредена, съставена от сухолубиви треви и храсти, върху които се развива пасищно животновъдство. По долината на Волга и в нейната делта широко разпространение имат алувиалните почви. Преобладава тревната растителност, по долината на Волга се срещат малки групи крайречни горски масиви и обширни пространства заети от тръстика.
Животинския свят е представен от полупустинни животни: антилопа сайга, гризачи (заек, полска мишка, лалугер и др.), орли, много влечуги и насекоми. Във водите на Волга обитават над 50 вида риби, от които над 30 вида са с промишлено значение, особено есетровите риби. В делтата на реката гнездят милиони прелетни птици: бяла чапла, пеликан и др.

## Население
На 1 януари 2017 г. населението на Астраханска област наброява 1 018 866 души (52-ро място в Руската Федерация, 069% от цялото ѝ население). с гъстота 21 души/km2 и урбанизация 67,9 %.

## Административно-териториално деление
В административно-териториално отношение Астраханска област се дели на 2 областни градски окръга, 11 муниципални района, 6 града, в т. ч. 1 град с областно подчинение (Астрахан), 4 града с районно подчинение и 1 град с особен статут и 7 селища от градски тип.
| Административна единица | Площ (km2) | Население (2017 г.) | Административен център | Население (2017 г.) | Разстояние до Астрахан (в km) | Други градове и сгт с районно подчинение |
| ----------------------- | ---------- | ------------------- | ---------------------- | ------------------- | ----------------------------- | ---------------------------------------- |
| Областни градски окръзи |            |                     |                        |                     |                               |                                          |
| Aстрахан                | 209        | 532 504             | гр. Астрахан           | 532 504             |                               |                                          |
| Знаменск                | ?          | 26 934              | гр. Знаменск           | 26 934              | 340                           |                                          |
| Муниципални райони      |            |                     |                        |                     |                               |                                          |
| 1. Ахтубински           | 4407       | 64 553              | гр. Ахтубинск          | 37 883              | 292                           | Верхни Баскунчак, Нижни Баскунчак        |
| 2. Володарски           | 3877       | 47 494              | с. Володарски          | 10 136              | 50                            |                                          |
| 3. Енотаевски           | 6297       | 25 785              | с. Енотаевка           | 7616                | 154                           |                                          |
| 4. Икрянински           | 1991       | 47 633              | с. Икряное             | 10 036              | 44                            | Илинка, Красние Барикади                 |
| 5. Камизякски           | 3490       | 44 562              | гр. Камизяк            | 16 077              | 35                            | Волго-Каспийски, Кировски                |
| 6. Красноярски          | 5260       | 37 311              | с. Красни Яр           | 12 214              | 35                            |                                          |
| 7. Лимански             | 5238       | 30 718              | сгт Лиман              | 8661                | 110                           |                                          |
| 8. Наримановски         | 6125       | 47 951              | гр. Нариманов          | 11 118              | 48                            |                                          |
| 9. Приволжки            | 841        | 50 308              | с. Началово            | 5451                | 16                            |                                          |
| 10. Харабалински        | 7436       | 19 349              | гр. Харабали           | 18 031              | 142                           |                                          |
| 11. Черноярски          | 4230       | 19 349              | с. Черни Яр            | 7261                | 280                           |                                          |

## Стопанство
Развити са машиностроенето и металообработката (корабостроене, стругове, компресори, прибори), хранителна промишленост (рибни продукти), лека промишленост.
В селското стопанство е развито растениевъдството, отглеждат се овце, камили.
| хиляди хектара | 169 | 324 | 218,5 | 96 | 70 | 75,5 | 76,7 |